# Ciutadella de Menorca
Ciutadella de Menorca is een stad op het westelijke eind van Menorca. Administratief ligt de gelijknamige gemeente in de Spaanse regio Balearen. De oppervlakte is 186 km².
De gemeente heeft 28.641 inwoners (1 januari 2016), een derde van het totale aantal inwoners van het eiland en de tweede grootste gemeente op het eiland na Maó.
De stad werd grotendeels verwoest tijdens de Plundering van de Balearen (1558) door de Ottomanen. De obelisk op de Plaza del Born herinnert aan de heroïsche strijd van haar inwoners.

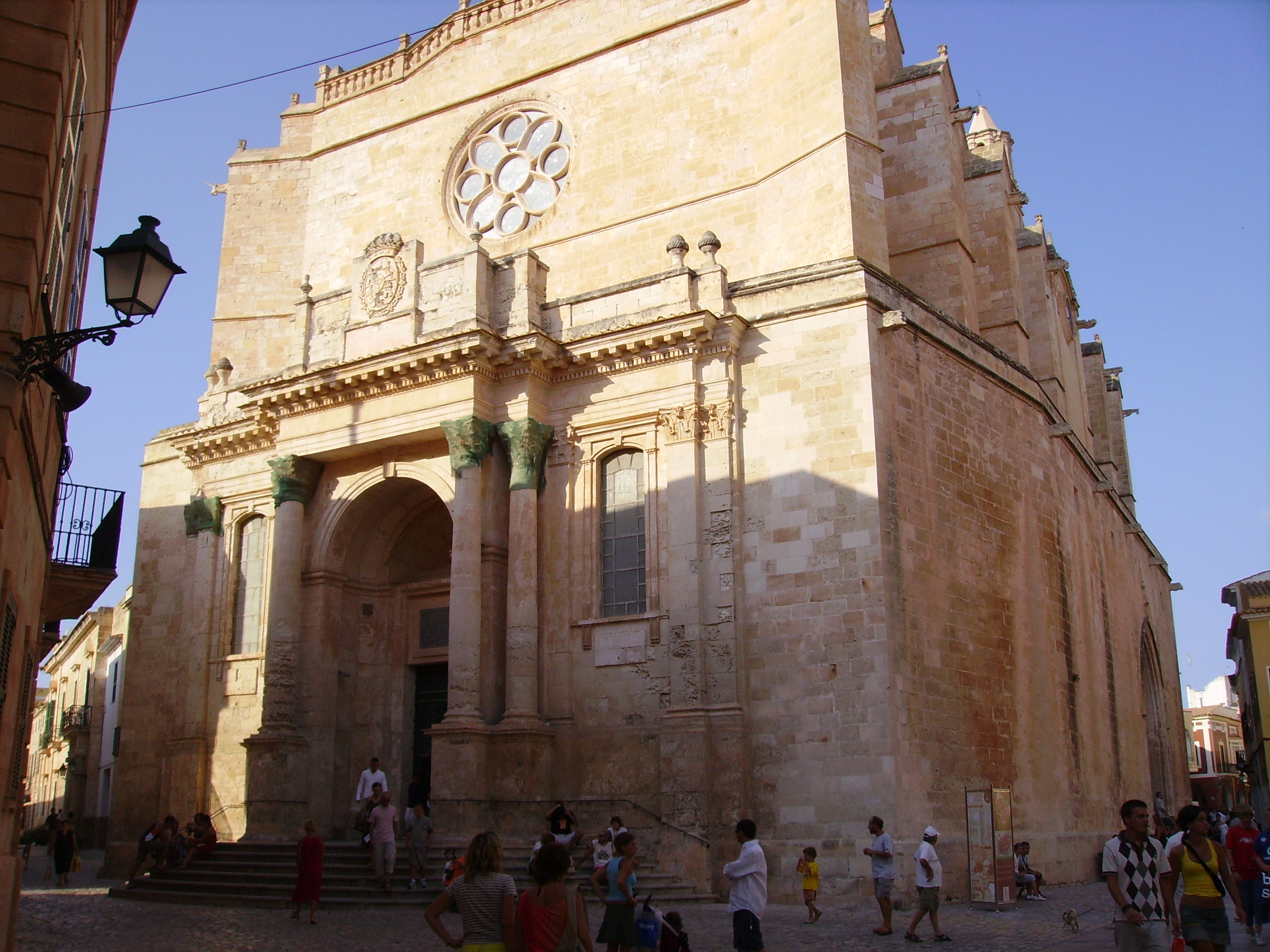
Kathedraal van Ciutadella

## Plaatsen in de gemeente
Tot de gemeente behoren onder andere de volgende plaatsen:
- Ciutadella de Menorca
- Santandria
- Cala Blanca
- Son Cabrisses
- Cala en Bosch

## Geboren in Ciutadella de Menorca
- Sergi Enrich (26 februari 1990), voetballer
- Albert Torres (26 april 1990), Spaans wielrenner

## Demografische ontwikkeling
Bron: INE; 1857-2011: volkstellingen
Alaior · Ciutadella de Menorca · Es Castell · Es Mercadal · Es Migjorn Gran · Ferreries · Maó · Sant Lluís